# 普罗调陀
普罗调陀或普拉迪奥塔（Pradyota）是普拉迪奧塔王朝的创始人和阿槃提的统治者。 其父亲是鄔闍衍那的大臣（Punika 或 Pulika），在杀死统治者后任命普罗调陀为国王。 普罗调陀统治了大约23年。  佛教经书《犍度》中记载普罗调陀是一个强大的战士。 
耆那教的传说提到，他在攻打国家时被王舍城王子阿婆耶（Abhaya）击败，与阿闍世的关系也不好。  据说他进攻了憍賞彌的优填王，并与他和親。并曾与健馱邏的布斯喀腊萨临（普库萨提 Pukkusati）交战  。 
普罗调陀通过联姻和切特伽结为同盟。 他还与苏罗娑的马图拉联姻。他有一个弟弟鸠摩罗斯那（Kumarasena）、两个儿子瞿波罗（Gopala）和帕拉迦（Palaka）。 
頻毘娑羅曾派遣耆婆为他治病。

### 引文
1. ↑  Kailash Chand Jain 1991.
2. 1 2 3 4 5 6 7 8  Kailash Chand Jain 1972.
3. ↑  Upinder Singh 2016.

### 资料来源
- Jain, Kailash Chand,  First, Motilal Banarsidass, 1972, ISBN 978-81-208-0805-8  Jain, Kailash Chand,  First, Motilal Banarsidass, 1972, ISBN 978-81-208-0805-8
- Jain, Kailash Chand, , Motilal Banarsidass, 1991  [2020-06-07], ISBN 978-81-208-0805-8, （原始内容存档于2019-06-05）  Jain, Kailash Chand, , Motilal Banarsidass, 1991  [2020-06-07], ISBN 978-81-208-0805-8, （原始内容存档于2019-06-05）
- Singh, Upinder, , Pearson, 2016  [2020-06-07], ISBN 978-81-317-1677-9, （原始内容存档于2020-12-14）  Singh, Upinder, , Pearson, 2016  [2020-06-07], ISBN 978-81-317-1677-9, （原始内容存档于2020-12-14）